# Sucé-sur-Erdre
 Sucé-sur-Erdre  es una población y comuna francesa, situada en la región de Países del Loira, departamento de Loira Atlántico, en el distrito de Nantes y cantón de La Chapelle-sur-Erdre.

## Demografía
| 1738 | 1696 | 2346 | 4135 | 4806 | 5868 |
| Para los censos de 1962 a 1999 la población legal corresponde a la población sin duplicidades (Fuente: INSEE [Consultar]) |      |      |      |      |      |